# 대구남덕초등학교
대구남덕초등학교는 대한민국 대구광역시 남구에 있는 초등학교이다.

## 연혁
- 1989-06-07 대구남덕국민학교 설립인가
- 1990-11-01 개교(19학급), 박승빈 초대 교장 취임
- 2012-09-01 임정숙 11대 교장 취임
- 2013-03-01 13학급 편성(특수학급 포함)
- 2014-02-14 제23회 졸업(47명 / 총 2,285명)